# Vincent Schiavelli
Vincent Schiavelli (Brooklyn, 1948. november 11. – Polizzi Generosa, 2005. december 26.) olasz–amerikai színész. 
Az egy újságcikk szerint „azonnal felismerhető, szomorú arcú színészt” gyermekkorában Marfan-szindrómával diagnosztizálták. Fiatalabb színészként nagyrészt horrorfilmekben tűnt fel, később filmvígjátékokban is játszott. Számos sorozatban is szerepelt, köztük a Miami Vice, a Star Trek: Az új nemzedék, a Buffy, a vámpírok réme és az X-akták epizódjaiban. Fontosabb szerepe volt A holnap markában című James Bond-filmben. 
2005-ben tüdőrákban hunyt el.

## Filmográfia

### Film
| Év   | Magyar cím                                   | Eredeti cím                                                | Szerep                        | Magyar hang          |
| ---- | -------------------------------------------- | ---------------------------------------------------------- | ----------------------------- | -------------------- |
| 1971 | Elszakadás                                   | Taking Off                                                 | Schiavelli                    | Tahi Tóth László     |
| 1974 | A nagy Gatsby                                | The Great Gatsby                                           | vékony férfi                  |                      |
| 1974 | Csak a férjem meg ne tudja!                  | For Pete's Sake                                            | bolti pénztáros               |                      |
| 1975 |                                              | The Happy Hooker                                           | Music Guru                    |                      |
| 1975 | Száll a kakukk fészkére                      | One Flew Over the Cuckoo's Nest                            | Bruce Frederickson            | Tahi Tóth László     |
| 1975 | Száll a kakukk fészkére                      | One Flew Over the Cuckoo's Nest                            | Bruce Frederickson            | Galbenisz Tomasz     |
| 1976 | Következő megálló: Greenwich Village         | Next Stop, Greenwich Village                               | partivendég                   |                      |
| 1976 |                                              | Angels                                                     | Tex                           |                      |
| 1977 | Egy másik férfi és egy másik nő              | Un autre homme, une autre chance                           | utas a vonaton                |                      |
| 1978 | Asszony férj nélkül                          | An Unmarried Woman                                         | férfi a partin                |                      |
| 1979 | Butch és Sundance – A korai idők             | Butch and Sundance: The Early Days                         | őr                            |                      |
| 1979 | Rabbi a vadnyugaton (San Francisco-i kölyök) | The Frisco Kid                                             | Bruno testvér                 |                      |
| 1980 | Gong Show                                    | The Gong Show Movie                                        | Mario Romani                  | Katona Zoltán        |
| 1980 |                                              | Seed of Innocence                                          | Leo                           |                      |
| 1980 | A titokzatos város                           | The Return                                                 | kutató                        |                      |
| 1981 |                                              | American Pop                                               | színháztulajdonos (hangja)    |                      |
| 1981 |                                              | Chu Chu and the Philly Flash                               | B.J.                          |                      |
| 1981 |                                              | The Gangster Chronicles                                    | Jacob "Gurrah" Shapiro        |                      |
| 1982 | Éjszakai műszak                              | Night Shift                                                | Carl                          |                      |
| 1982 | Változó világ                                | Fast Times at Ridgemont High                               | Mr. Vargas                    | Kiss József          |
| 1983 |                                              | The Selling of Vince D'Angelo                              | Vince jobbkeze                |                      |
| 1984 |                                              | Kidco                                                      | Phil Porzinski                |                      |
| 1984 | Nyomul a nyolcadik dimenzió                  | The Adventures of Buckaroo Banzai Across the 8th Dimension | John O'Connor                 | Melis Gábor          |
| 1984 | Amadeus                                      | Amadeus                                                    | Salieri komornyikja           | Sörös Sándor         |
| 1984 | Johnny DeVeszélyes                           | Johnny Dangerously                                         | Roman Moronie épülettervezője |                      |
| 1985 | Jobb, ha hulla vagy                          | Better Off Dead                                            | Mr. Kerber                    | Szabó Sipos Barnabás |
| 1988 |                                              | Time Out                                                   | recepciós                     |                      |
| 1989 | Piti csempészek                              | Cold Feet                                                  | Vet                           |                      |
| 1989 | Országúti vagányok                           | Homer and Eddie                                            | pap                           |                      |
| 1989 | Valmont                                      | Valmont                                                    | Jean                          | Wohlmuth István      |
| 1989 | Valmont                                      | Valmont                                                    | Jean                          | Koncz István         |
| 1990 |                                              | Playroom                                                   | Roman Hart                    |                      |
| 1990 | Égi jel                                      | Waiting for the Light                                      | Mullins                       | Haás Vander Péter    |
| 1990 | Égi jel                                      | Waiting for the Light                                      | Mullins                       | Harmath Imre         |
| 1990 | Mr. Gonosz                                   | Mister Frost                                               | Angelo                        |                      |
| 1990 | Ghost                                        | Ghost                                                      | szellem a metrón              | Reviczky Gábor       |
| 1990 | A totálkáros páros                           | Penny Ante: The Motion Picture                             | Davidson                      | Tarján Péter         |
| 1991 | Folt a zsákját                               | Another You                                                | fogorvos                      | Verebély Iván        |
| 1991 |                                              | Ted & Venus                                                | lapkiadó                      |                      |
| 1991 | Batman visszatér                             | Batman Returns                                             | Organ Grinder                 | Reviczky Gábor       |
| 1991 | Dzsinn tonik                                 | Miracle Beach                                              | misztikus                     |                      |
| 1993 |                                              | Painted Desert                                             | Harry                         |                      |
| 1994 |                                              | Lurking Fear                                               | Knaggs                        |                      |
| 1994 |                                              | Cultivating Charlie                                        | Martin                        |                      |
| 1995 | A 3 nindzsa nem hagyja magát                 | 3 Ninjas Knuckle Up                                        | polgármester                  | Wohlmuth István      |
| 1995 | Az illuzionista                              | Lord of Illusions                                          | Vinovich                      |                      |
| 1995 | Hárman párban                                | Two Much                                                   | borszakértő                   | Izsóf Vilmos         |
| 1996 | Vállvetve a harcban                          | Back to Back                                               | Leonardo                      |                      |
| 1996 | Larry Flynt, a provokátor                    | The People vs. Larry Flynt                                 | Chester                       | Csuha Lajos          |
| 1997 | A szépész és a szörnyeteg                    | The Beautician and the Beast                               | börtönőr                      |                      |
| 1997 | A holnap markában                            | Tomorrow Never Dies                                        | Dr. Kaufman                   | Verebély Iván        |
| 1998 | Casper és Wendy                              | Casper Meets Wendy                                         | Matthew Jeeder                | Besenczi Árpád       |
| 1998 | Csak nőt ne ölj!                             | Love Kills                                                 | Emmet                         |                      |
| 1998 |                                              | Restons groupés                                            | Gary                          |                      |
| 1998 | Rozsdás, a mentőkutya                        | Rusty: A Dog's Tale                                        | Carney Boss                   |                      |
| 1998 |                                              | Milo                                                       | Dr. Matthew                   |                      |
| 1999 | Inferno – A bűnös város                      | Inferno                                                    | Mr. Singh                     | Rudas István         |
| 1999 | Túsztanya                                    | Treehouse Hostage                                          | kertész                       |                      |
| 1999 | Ember a Holdon                               | Man on the Moon                                            | Maynard Smith                 | Gruber Hugó          |
| 1999 | Szörfös és királyfi                          | The Prince and the Surfer                                  | Baumgarten                    |                      |
| 1999 | Vigyázz, kész, szűz!                         | American Virgin                                            | taxisofőr                     | Melis Gábor          |
| 2000 | 3 dobás                                      | 3 Strikes                                                  | Cortino                       | Várkonyi András      |
| 2001 |                                              | American Saint                                             | Charley Grebbini              |                      |
| 2002 | Hé, Arnold! – A film                         | Hey Arnold!: The Movie                                     | Mr. Bailey (hangja)           | Lippai László        |
| 2002 | Dögölj meg, Smaci!                           | Death to Smoochy                                           | Buggy Ding Dong               | Galkó Balázs         |
| 2002 |                                              | Solino                                                     | Baldi rendező                 |                      |
| 2002 | A negyedik tenor                             | The 4th Tenor                                              | Marcello                      |                      |
| 2003 |                                              | Baadasssss!                                                | Jerry                         |                      |
| 2003 |                                              | Baggage                                                    | Thomas Horelick               |                      |
| 2003 |                                              | Gli Indesiderabili                                         | Frank Frigenti                |                      |
| 2005 |                                              | Miracolo a Palermo!                                        | Federico II                   |                      |
| 2006 | Aranykapu                                    | Nuovomondo                                                 | Don Luigi                     | Karsai István        |
| 2007 |                                              | Oliviero Rising                                            | Albino                        |                      |
| 2010 |                                              | The Passport (rövidfilm)                                   | Manuel Silvera felügyelő      |                      |

### Televízió
| Év        | Magyar cím                | Eredeti cím                         | Szerep                            | Magyar hang     | Megjegyzések               |
| --------- | ------------------------- | ----------------------------------- | --------------------------------- | --------------- | -------------------------- |
| 1972      |                           | The Corner Bar                      | Peter Panama                      |                 | 9 epizód                   |
| 1978      |                           | Rescue from Gilligan's Island       | Dimitri                           |                 | tévéfilm                   |
| 1979      |                           | WKRP In Cincinnati                  | Don Pesola                        |                 | 1 epizód                   |
| 1980      | Szökés                    | Escape                              | J.W. White                        | Szombathy Gyula | tévéfilm                   |
| 1980      |                           | Nightside                           | Tom Adams                         |                 | tévéfilm                   |
| 1981      |                           | Comedy of Horrors                   | Gregory                           |                 | tévéfilm                   |
| 1982–1983 | Taxi                      | Taxi                                | Gorky tiszteletes                 |                 | 3 epizód                   |
| 1983      |                           | Little Shots                        | Smokey Joe                        |                 | tévéfilm                   |
| 1984      | Karrier minden áron       | The Ratings Game                    | Skip                              | Kassai Károly   | tévéfilm                   |
| 1985      |                           | Lots of Luck                        | Skinny                            |                 | tévéfilm                   |
| 1985      | A simlis és a szende      | Moonlighting                        | Rodney Dillon                     | Reviczky Gábor  | 1 epizód                   |
| 1986      |                           | Remington Steele                    | Leon Pulver                       |                 | 1 epizód                   |
| 1987      | MacGyver                  | MacGyver                            | Lyle                              |                 | 1 epizód                   |
| 1987      | Star Trek: Az új nemzedék | Star Trek: The Next Generation      | házaló                            |                 | 1 epizód                   |
| 1987      |                           | Bride of Boogedy                    | Lazarus                           |                 | tévéfilm                   |
| 1989      | Miami Vice                | Miami Vice                          | Lawrence Fowler                   | Katona Zoltán   | 1 epizód                   |
| 1992      | Hegylakó                  | Highlander: The Series              | Leo                               |                 | 1 epizód                   |
| 1993      | Batman: A rajzfilmsorozat | Batman: The Animated Series         | Zatara (hangja)                   |                 | 1 epizód                   |
| 1995      |                           | The Courtyard                       | Ivan                              |                 | tévéfilm                   |
| 1995      | Ígéret és hajsza          | Brother's Destiny                   | Davinport                         | Bácskai János   | tévéfilm                   |
| 1995      | X-akták                   | The X-Files                         | Lanny                             | Várkonyi András | 1 epizód (Szemfényvesztés) |
| 1995      | A Boszorkány-hegy         | Escape to Witch Mountain            | Waldo Fudd                        |                 | tévéfilm                   |
| 1996      | Hé, Arnold!               | Hey Arnold                          | galambember / Mr. Bailey (hangja) |                 | 2 epizód                   |
| 1998      | Buffy, a vámpírok réme    | Buffy the Vampire Slayer            | Enyos                             |                 | 2 epizód                   |
| 1999      | Dharma és Greg            | Dharma & Greg                       | Mr. Cutler                        |                 | 1 epizód                   |
| 2000      | A boldog és a bulldog     | The Pooch and the Pauper            | Willy Wishbow                     |                 | tévéfilm                   |
| 2001      | Hófehérke                 | Snow White: The Fairest of Them All | Wednesday                         | Rosta Sándor    | *tévéfilm                  |
| 2005      | A piszkos kezű kislány    | La bambina dalle mani sporche       | Silva Roibes                      |                 | tévéfilm                   |

## Fordítás
- Ez a szócikk részben vagy egészben  a   Vincent Schiavelli című angol Wikipédia-szócikk fordításán alapul.  Az eredeti cikk szerkesztőit annak laptörténete sorolja fel. Ez a jelzés csupán a megfogalmazás eredetét és a szerzői jogokat jelzi, nem szolgál a cikkben szereplő információk forrásmegjelöléseként.